# أبو حمزة الخراساني
أبو حمزة الخراساني، أحد علماء أهل السنة والجماعة ومن أعلام التصوف السني في القرن الثالث الهجري، وصفه أبو عبد الرحمن السلمي بأنه: «من أفتى المَشَايِخ وأورعهم»، وقال عنه ابن عساكر بأنه: «من مشايخ الصوفية المعروفين، كان ورعاً ديّناً»، ووصفه أبو بكر بن العربي بأنه كان: «من كبار العبّاد»، كَانَ أَصله من نيسابور من محلّة تُسمّى «مُلقاباذ»، ويُنسب في بعض الروايات إلى دمشق، فيُحتمل أن يكون سكنها، وإلا فهو من أهل خراسان. صحب مَشَايخ بغداد، وَهوَ من أَقرَان الجنيد، وسَافر مَعَ أبي تُرَاب النخشبي وأبي سعيد الخراز. توفي سنة 290 هـ الموافق 903.

## من أقواله
- من نصح نَفسه كرمت عليه وَمن تشاغل عَن نصيحتها هَانَت عَلَيهِ.[1]
- من خصّه الله تَعَالَى بنظرة شَفَقَة فَإِن تِلْكَ النظرة تنزله منَازِل أهل السّعادة وتزينه بِالصّدقِ ظَاهراً وَبَاطناً.[1]
- من استشعر ذكر الموت حبب الله إليه كل باق، وبغض إليه كل فان.[5]
- العارف بالله يدافع عيشه يومًا بيوم، ويأخذ عيشه يومًا ليوم.[5]
- الصوفي من صفا من كل درن، فلا يبقى فيه وسخ المخالفة بحال.[2]